# Panuwat Failai
Panuwat Failai (thailändisch ภานุวัฒน์ ไฟไหล, * 15. März 1986 in Udon Thani), auch als Top (thailändisch ท็อป) bekannt, ist ein thailändischer Fußballspieler.

## Karriere

### Verein
Panuwat Failai stand von 2007 bis 2008 bei Customs Department in Bangkok unter Vertrag. Der Verein spielte 2007 in der zweiten Liga, der Thai Premier League Division 1. 2007 wurde der Club Meister und stieg in die erste Liga auf. 2009 verließ er den Club und schloss sich ein Jahr dem Erstligisten TTM FC an. Von 2010 bis 2013 stand er beim Ligakonkurrenten Bangkok Glass in Pathum Thani unter Vertrag. Für BG absolvierte er vierzehn Erstligaspiele. Die Rückrunde 2013 spielte er beim Erstligisten Osotspa FC. Der Erstligist Chainat Hornbill FC aus Chainat nahm ihn ab 2014 unter Vertrag. In Chainat spielte er bis Ende 2016. Navy FC, ein Erstligist aus Sattahip, verpflichtete ihn 2017. Hier unterschrieb er einen Zweijahresvertrag. Für die Navy absolvierte er 51 Erstligaspiele. Am Ende der Saison 2018 musste die Navy den Weg in die Zweitklassigkeit antreten. Panuwat Failai verließ den Verein und schloss sich 2019 dem Zweitligisten Sisaket FC aus Sisaket an. Am Ende der Saison 2020/21 musste er mit Sisaket den Weg in die dritte Liga antreten. Für Sisaket absolvierte er 57 Zweitligaspiele und schoss dabei zwei Tore. Nach dem Abstieg verließ er Sisaket und ging nach Trat, wo er sich dem Erstligaabsteiger Trat FC anschloss. Am Ende der Saison 2022/23 feierte er mit Trat die Vizemeisterschaft und den Aufstieg in die erste Liga. Nach dem Aufstieg verließ er den Verein und schloss sich im Juli 2023 dem Drittligisten Mahasarakham FC an. Mit dem Verein aus Maha Sarakham spielte er in der North/Eastern Region der Liga. Nach der Hinrunde wurde sein Vertrag im Dezember 2023 aufgelöst.

### Nationalmannschaft
Panuwat Failai absolvierte 2013 ein Länderspiel. Für Thailand spielte er in der Asian Cup Qualifikation am 19. November 2013 gegen Kuwait im Al-Kuwait SC Stadium in Kuwait. 

## Erfolge
Customs Department
- Thailändischer Zweitligameister: 2007  ▲

Bangkok Glass FC
- Singapore Cup: 2010

Trat FC
- Thailändischer Zweitligavizemeister: 2022/23  ▲